# 源義忠暗殺事件
源義忠暗殺事件（みなもとのよしただあんさつじけん）とは、狭義では天仁2年2月3日（1109年3月6日）に源義忠が襲われて2日後に死去した事件であり、広義ではその事件から源義綱父子の追捕と義綱の佐渡への配流をいう。

## 概要
嘉承元年（1106年）7月1日に河内源氏の棟梁源義家が没すると、河内源氏の棟梁は義家の三男義忠が継いだ。
『殿暦』『百錬抄』『十三代要略』によると、3年後の天仁2年（1109年）2月3日夜、義忠は郎党に斬りつけられ、2日後に死亡した。7日には美濃源氏の源重実が容疑者として左大臣源俊房の邸内で検非違使に逮捕され、翌8日には重実の郎党の引き渡しをめぐって自殺者が出る騒ぎとなっている。
16日になると義家の弟義綱の三男義明と、その乳母夫で滝口武者である藤原季方に嫌疑がかかる。検非違使の源重時（重実の弟）が追捕に向かい、義明と季方は殺害されている。なお、元木泰雄は義忠殺害の嫌疑が重実から義明に移ったと解釈しているが、佐々木紀一は『殿暦』に義明が共犯とあることから真犯人は前日に追捕された重実だとしている（なお、元木は源重時の義明追捕には兄が無実の罪に陥れられた報復としての要素があった可能性を指摘している）。
義明・季方の死に憤慨した義綱は子息らと共に東国へ向けて出奔し、近江国に入る。17日、朝廷は美濃源氏の出羽守源光国と義忠の甥（弟とする説もある）の為義を追捕に向かわせた。また同日夜に重時は義明追捕の際の不手際から処分されている。18日には義綱が近江で出家したとの報せが入り、25日には近江国甲賀郡の大岡寺で義綱は為義に降伏。29日に義綱は勝手に出京した罪で佐渡国へ流罪となった。

## 異説
『尊卑分脈』には以下のように記されている。
義忠殺害の現場に残された太刀が、義家の弟である義綱の三男の義明のものであることが判明し、義綱と義明に嫌疑の目が向けられた。捜査の結果、義明の乳母夫であり滝口武者である藤原季方が義忠殺害の犯人であると断定された。義綱と、嫡男義弘ら5人の息子達は身内の人間に容疑がかけられたことに憤慨し、義綱の弟義光の所領がある近江国甲賀郡の甲賀山（鹿深山）へ立て籠もった。一方、義明は病を理由に行動を共にせず、季方の館に籠った。
甲賀山に籠った義綱らに対し、白河院は棟梁を継いだばかりの義忠の甥の為義に義綱父子の追討を命じた。更に、義光も為義を支援したので、義綱らは窮地に追い込まれた。
為義軍が甲賀山への攻撃を開始すると義綱方は各所で敗退し、ついに義綱は降伏しようと言い出した。しかし、無実であるのに降伏するとは到底納得できない息子たちは憤激した。特に白河院の判官代となっていた義弘は主人である白河院からの追討ということもあり、自分たちの身の潔白を証明するための自害に意を強くしており、父義綱にも潔く切腹するように言い寄った。それでも義綱は投降しようとしたので義弘は父に範を示そうと兄弟たちの中で真っ先に自害することにし、高い木に登ってそこから谷底に飛び降りて投身自殺した。その後、次男義俊も兄に続いて投身自殺、四男義仲は為義軍が放った炎に入って焼身自殺、五男義範は切腹し、六男義公も自害して果てた。こうして次々と息子たちが自害していく中でただ一人残された義綱はついに甲賀郡の大岡寺で出家し、為義に投降した。
一方で季方邸に籠る義明と季方も白河院の命を受けた美濃源氏で検非違使判官の源重時による攻撃を受けた。重時は最初に義忠暗殺犯として逮捕された源重実の弟であった。義明軍は重時軍に二百余人の死傷者を出させるほどの奮戦をしたが最後は義明、季方二人とも自害して果てた。そして、義綱は佐渡に流された。
こうして義忠の暗殺犯は義綱、義明、藤原季方とされて事件は解決したかに思えたが、真実は違った。真犯人は義忠の叔父であり義綱の末弟である義光であった。義光が兄義家の没後に野心を起こし、河内源氏の棟梁の座を狙ったというものである。義光は義忠の暗殺を行うため、郎党の鹿島三郎（平成幹か？）に義忠の郎党になるように命じ、義忠に近づけさせてその郎党とさせた。そして、かつて後三年の役で活躍し、自らの郎党であると同時に義家の郎党でもあり、その三男の義明の乳母夫で滝口の武士でもある藤原季方に密かに義明の刀を持って来るように命じた。義光はその刀を鹿島三郎に渡し、それで義忠を襲わせた。背後から襲われた義忠は大けがをしたがそれでも抵抗し、鹿島三郎も大きなけがを負ってしまった。そして襲撃後、鹿島三郎はこれみよがしに義明の刀を現場に捨てて行った。
鹿島三郎は義光の元へ戻り結果を報告した。負傷していた鹿島三郎に対し、義光は弟であり園城寺僧の快誉宛の書状を持たせて養生するように言い、園城寺に向かわせた。実はその書状には鹿島三郎を処分せよとの指示がなされており、その書状を受け取って読んだ快誉は口封じのために鹿島三郎を生き埋めにして殺害した。もう一人の郎党である季方は自分が騙されていたのを知って憤激したのか、義明と運命を共にした。
ただし、この『尊卑分脈』の記述は同時代史料である『殿暦』と比べて齟齬が多く、信頼性に劣るとされる。
また結果的に河内源氏が凋落し、その主人である藤原摂関家も勢力を落し、院政を敷く白河院が一番得をしているので、源氏の勢力を削ごうと白河院が義光を上手に利用したとの説がある。ただしこれについては、むしろ白河院は若い為義を登用することで河内源氏の問題を河内源氏に解決させてその名誉を守り、新当主為義の出発を武勲で飾ろうとする配慮をしたと見るべきとの見解もある。

## 結果
これにより河内源氏は義忠・義綱という2人の実力者を失い、強力な後見人のいない為義が失態を繰り返したこともあって、主人である藤原摂関家とともに白河院の院政によって京での勢力は衰退していった。

## 備考
義家の次弟でこの事件で討たれることになった義綱は兄の義家とは不仲で後三年の役にも関与せず、寛治5年（1091年）6月、義綱の郎党藤原則清と義家の郎党藤原実清が河内国の所領を巡って争いを始め、義綱自身も義家と合戦寸前にまで至るが、2人の主人である関白藤原師実が仲裁に入って事なきを得た、と言われている。これに対して、三弟でこの事件の真犯人とも言われている義光は後三年の役の際には苦戦する兄・義家のために官を捨てて救援に駆けつけたとする美談で知られている。
しかし、近年では、後三年の役と兄弟関係の良し悪しは別問題で、義光の参戦は摂関家と結びついて京都に拠点を固めた義綱や東国に拠点を固めている義家に対して、勢力拡大の面で出遅れていた義光が義家の救援を口実に奥羽に乗り込んで勢力拡大を図ったものに過ぎないとする指摘もある。実際にこの戦いを背景に常陸国などに基盤を得た義光は、隣の下野国に拠点を持つ義家の四男源義国と義家の存命中より勢力争いを繰り広げることになる。
このように、義家・義綱・義光の兄弟は義家の存命中からその子供達を含めて互いに勢力争いを繰り広げており、義光には兄である義綱や甥である義忠を排除する強い動機があったと指摘されている。